# Xosé Manuel Budiño
Xosé Manuel Budiño (Moaña, Pontevedra, 1969) es un gaitero y músico español. 
A inicio de los 80 asistió a la escuela de gaitas "Semente Nova" de Moaña. Participó en la banda de gaitas "Xarabal", y en 1991 fundó el grupo "Fol de Niu" colaborando posteriormente con bandas como Altan, Capercaillie o Oskorri, o artistas como Kepa Junkera o Uxía.
En 1996 presentó su proyecto en solitario, Paralaia. Para las actuaciones contó con Leandro Deltell (batería, percusiones), Ene Hernández (bajo), Pedro Pascual (bouzouki, mandola), Xavier Díaz (acordeón) y Pablo Alonso (clarinete bajo).
Budiño es el gaiteiro que canta. Tras emplear durante décadas la gaita como base de su música instrumental e invitar a otros vocalistas a interpretar sus composiciones, el músico decidió en 2019 interpretar con su propia voz sus melodías. Fue el primero de los gaiteiros gallegos en explorar la voz como instrumento en su álbum Fulgor (2019).

## Discografía
- 1997 - Paralaia
- 2000 - Arredor
- 2004 - Zume de Terra
- 2004 - Colabora en el disco del cantautor Xil Ríos "Vai e ven" como flautista en el tema "Alalá o meu mare"
- 2007 - Home (con las colaboracioness de Xoel López, Kepa Junkera, Mercedes Peón, Jorge Pardo y Jacky Molard)
- 2010 - Volta (en directo)
- 2013 - Sotaque
- 2017 - Paralaia Libro+CD / 20 Aniversario edición remasterizada
- 2019 - Fulgor
- 2023 - Branca Vela